# Bamazomus bamaga
Bamazomus bamaga är en spindeldjursart som beskrevs av Harvey 1992. Bamazomus bamaga ingår i släktet Bamazomus och familjen Hubbardiidae. Inga underarter finns listade.